# Burt Glinn
Burton Samuel "Burt" Glinn (Pittsburgh, 23 luglio 1925 – New York, 9 aprile 2008) è stato un fotografo statunitense, che ha lavorato con Magnum Photos. Fotografò l'ingresso a l'Avana del leader rivoluzionario Fidel Castro e personaggi come Andy Warhol e Helen Frankenthaler. Le foto di Glinn mostrano cose come la scena sociale dei ricchi, la sporcizia della politica e la flottiglia umoristica che si chiamava Seattle Tubing Society. Fu anche un collaboratore del periodico Holiday.

## Biografia
Originario di Pittsburgh, ha studiato letteratura alla Harvard University, dove ha curato e fotografato per il quotidiano universitario The Harvard Crimson. Ha prestato servizio nell'esercito degli Stati Uniti e ha lavorato per la rivista Life dal 1949 al 1950.  Glinn divenne membro associato di Magnum Photos nel 1951 insieme a Eve Arnold e Dennis Stock - i primi americani a unirsi all'agenzia - e divenne membro a pieno titolo nel 1954.

## Carriera
Glinn è diventato famoso per le sue immagini a colori dei Mari del Sud, del Giappone, della Russia, del Messico e della California. A una festa di Capodanno del 1958, Glinn fu informato che Fidel Castro aveva conquistato Cuba. All'alba del giorno successivo stava fotografando la Rivoluzione cubana, faceva fotografie mentre tutti prendevano qualsiasi arma su cui potevano mettere le mani, disse una volta. Nel 1959 il fotografo ricevette il Mathew Brady Award come Magazine Photographer of the Year, offerto dall'Università del Missouri per un saggio fotografico sui Mari del Sud. 
È stato presidente di Magnum dal 1972 al 1975 (poi rieletto alla carica nel 1987) ed è stato anche presidente della American Society of Media Photographers. Ha coperto la guerra del Sinai e l'invasione della Marina degli Stati Uniti in Libano e ha anche completato un progetto di saggio fotografico sulla scienza medica. Le sue immagini sono state pubblicate su Esquire, Fortune, Geo, Life, Travel and Leisure e Paris Match. 
Quando gli fu chiesto in un'intervista con quale delle sue immagini si identifica più da vicino, Glinn rispose che senza dubbio è l'immagine che mostra la parte posteriore della testa di Nikita Krusciov di fronte al Lincoln Memorial: 

## Morte
Burt Glinn è morto il 9 aprile 2008 a Southampton nei pressi di New York, all'età di 82 anni. La causa dichiarata di morte è stata un'insufficienza renale e la polmonite. È sopravvissuto a sua moglie, Elena Prohaska, suo figlio Sam, di Manhattan, e sua sorella, Norma Sue Madden di Pittsburgh. Un tributo a Glinn è stato allestito alla SAM Gallery di Seattle, Washington, dove Glinn ha lavorato e vissuto negli anni '50 e '60.

## Premi
- Premio Dana Reed, Harvard College
- Mathew Brady Award per Magazine Photographer of the Year, Università del Missouri
- Miglior libro di reportage fotografico dall'estero, Overseas Press Club
- Migliore annuncio pubblicitario dell'anno, Art Director's Club di New York
- Miglior rapporto annuale dell'anno dal mondo finanziario, Rapporto annuale della Warner Communications

## Esposizioni
- 2005 Havana: The Revolutionary Moment - George Eastman House, Rochester, New York, Stati Uniti
- 2002 Havana: The Revolutionary Moment - Fotografie di Burt Glinn - Americas Society, New York, Stati Uniti
- 2000 Reflections: Photos of Water - Sag Harbor Picture Gallery, Sag Harbor, New York, USA
- 1999 Cinquant'anni dietro una macchina fotografica: la fotografia di Burt Glinn - Sag Harbor Picture Gallery, Sag Harbor, New York, USA

## Libri
- 1955 The Dark Eye in Africa (con Laurens van der Post), William Morrow, USA; Hogarth Press, Regno Unito
- 1967 A Portrait of All the Russias (con Laurens van der Post), William Morrow, USA; Hogarth Press, Regno Unito, ISBN 978-0-7012-0243-9
- 1968 A Portrait of Japan, (con Laurens van der Post), William Morrow, USA, ASIN B000OLIBFQ
- 2001/02 L'Avana: The Revolutionary Moment, Umbrage Editions, US / Dewi Lewis, Regno Unito, ISBN 978-1-884167-09-6